# Cryptophleps karkar
Cryptophleps karkar är en tvåvingeart som beskrevs av Daniel J. Bickel 2006. Cryptophleps karkar ingår i släktet Cryptophleps, och familjen styltflugor.
Artens utbredningsområde är Papua Nya Guinea. Inga underarter finns listade.